# Five Variants of Dives and Lazarus
Five Variants of "Dives and Lazarus" werd geschreven in 1939 door de Britse componist Ralph Vaughan Williams en voor de eerste maal uitgevoerd op 10 juni 1939 in de Carnegie Hall te New York door het New York Philharmonic-Symphony Orchestra onder leiding van Adrian Boult. De première in Engeland was op 1 november 1939 in de Colston Hall te Bristol door het BBC Symphony Orchestra onder leiding van Adrian Boult. Five Variants of "Dives and Lazarus" werd ook gespeeld tijdens de bijzetting van de as van Ralph Vaughan Williams in Westminster Abbey op 19 september 1958.
Over de eerste uitvoering wist de dirigent (Boult) zich te herinneren dat New York getroffen werd door een hittegolf, terwijl er geen airconditioning in de Carnegie Hall was. De temperatuur in de zaal was 89 graden Fahrenheit (dat is ongeveer 32 graden Celsius) en het publiek gebruikte dus de programmaboekjes om zich verkoeling toe te wuiven.
De muziek bestaat uit:
1. Introduction and Theme. Adagio
2. Variant I
3. Variant II. Allegro moderato
4. Variant III
5. Variant IV. L'istesso tempo
6. Variant V. Adagio

Over de muziek merkte Ralph Vaughan Williams op: "These variants are not exact replicas of traditional tunes, but rather reminiscences of various versions in my own collection and those of others." Daarentegen bestaat het muziekstuk wel voornamelijk uit vijf varianten op een bekende volksmelodie, "Dives and Lazarus". Dit was een van Vaughan Williams' favoriete melodieën. Muziekcriticus Michael Kennedy voegde hier aan toe: "It seemed as if the fury of the F minor [symphony; Vierde symfonie], the rumbustiouness of the Tudor Portraits and the vigour of Dona Nobis Pacem had left him [Vaughan Williams] temporarily content to recall an earlier and simpler style, matured by years of experience."
De melodie "Dives and Lazarus" gaat terug tot in de zestiende eeuw en werd gebruikt in de komedie Monsier Thomas (geschreven ca. 1610-1616, gepubliceerd 1639) van John Fletcher. De wijs staat bekend als een carol, "Come all ye faithful Christians". Verder wordt de melodie in Schotland gebruikt in het lied "Gilderoy" en in Ierland onder "The Star of the County Down". De meest bekende versie werd opgetekend door A.J. Hipkins in het boek English County Songs. Ralph Vaughan Williams zelf tekende rond 1905 in Norfolk een andere variant op, onder een volksliedje genaamd "The Murder of Maria Martin in the Barn".

## Aanbevolen literatuur
- Michael Kennedy, The Works of Ralph Vaughan Williams (Londen 1964).